# Klášter svatého Martina v Laonu
Klášter svatého Martina v Laonu (francouzsky Abbaye Saint-Martin de Laon) je bývalý premonstrátský klášter v pikardském městě Laonu.

## Historie
Klášter byl založen roku 1124 místním biskupem Bartolomějem z Juru a sv. Norbertem z Xantenu a osazen kanovníky z Prémontré. Společně s opatstvími Cuissy a Floreffe patří mezi starší řádové domy.
Konvent byl rozpuštěn za francouzské revoluce. Kostel sv. Martina slouží jako farní kostel. Po revoluci zde byly umístěny dva středověké náhrobky – rytíř a abatyše z cisterciáckého kláštera, jež má být pravděpodobně Johana Flanderská, vdova po Enguerrandovi IV. z Coucy.